# Аліко Данготе
Аліко Данготе (нар. 10 квітня 1957, Кано, Нігерія) — нігерійський бізнесмен і промисловець, найбільш відомий як засновник, голова та генеральний директор Dangote Group, найбільшого промислового конгломерату в Західній Африці. У червні 2023 року Bloomberg Billionaires Index оцінив його статки в 17,8 мільярда доларів, що робить його найбагатшою людиною в Африці, найбагатшою темношкірою людиною світу та 94-ю найбагатшою людиною у світі.

## Раннє життя
Данготе народився в заможній мусульманській родині хауса 10 квітня 1957 року в Кано, що тоді було частиною Британської Нігерії. Його мати, Марія Санусі Дантата, була дочкою бізнесмена Санусі Дантата. Його батько, Мохаммед Данготе, був діловим партнером Дантата. По материній лінії він є правнуком Альхассана Дантати, найбагатшої людини в Західній Африці на момент його смерті в 1955 році. Брат Данготе, Сані (помер у 2021 році), також був бізнесменом. Данготе здобув освіту в медресе Шейха Алі Кумасі, а потім у Столичній середній школі в Кано. У 1978 році він закінчив державний коледж Бірнін Куду. Він здобув ступінь бакалавра з бізнес-досліджень та адміністрування в університеті Аль-Азгар у Каїрі.

## Кар'єра
Dangote Group була створена як невелика торгова фірма в 1977 році, того ж року Даногте переїхав до Лагоса для розширення компанії. Данготе отримав позику в розмірі 500 000 фунтів стерлінгів від свого дядька, щоб розпочати торгівлю товарами, зокрема цементом у мішках, а також сільськогосподарськими товарами, такими як рис та цукор. У 1990-х роках він звернувся до Центрального банку Нігерії з пропозицією, що для банку буде дешевше дозволити його транспортній компанії керувати їхнім парком службових автобусів, згодом, пропозиція була схвалена.
Сьогодні Dangote Group є одним із найбільших конгломератів в Африці з міжнародними операціями в Беніні, Гані, Замбії та Того. Dangote Group перетворилася з торгової компанії на найбільшу промислову групу в Нігерії, охоплюючи такі підрозділи, як Dangote Sugar Refinery, Dangote Cement і Dangote Flour. Dangote Group домінує на ринку цукру в Нігерії, а її цукровий бізнес є основним постачальником (70 відсотків ринку) для безалкогольних напоїв, пивоварень і кондитерських компаній країни. Компанія налічує понад 11 000 працівників у Західній Африці.
У липні 2012 року Данготе звернувся до управління портів Нігерії з проханням орендувати покинуту ділянку землі в порту Апапа, що було схвалено. Пізніше він побудував там приміщення для своєї цукрової компанії. Це найбільший завод цукру в Африці та третій за розміром у світі, щороку він виробляє 800 000 тонн цукру. Dangote Group володіє соляними та зерновими заводами, а також є великим імпортером рису, риби, макаронних виробів, цементу та добрив. Компанія експортує бавовну, горішки кеш'ю, какао, насіння кунжуту та імбир до кількох країн. Крім того, компанія має великі інвестиції в нерухомість, банківську справу, транспорт, текстиль, нафту та газ.
У лютому 2022 року Данготе оголосив про завершення будівництва складального заводу Peugeot у Нігерії після його партнерства зі Stellantis Group, материнською компанією Peugeot, і урядами штатів Кано та Кадуна. Нова автомобільна фабрика Dangote Peugeot Automobiles Nigeria Limited (DPAN), розташована в Кадуні, почала роботу з випуску Peugeot 301, Peugeot 5008, 3008, 508 і Land Trek.

## Багатство
У 2007 році Данготе став першим мільярдером Нігерії. За даними Bloomberg Billionaires Index, у 2013 році Данготе збільшив свої статки на 9,2 мільярда доларів, що зробило його тридцятою найбагатшою людиною у світі на той час і найбагатшою людиною в Африці. У 2015 році витоки даних HSBC показали, що Данготе був клієнтом HSBC і мав активи в податковій гавані на Британських Віргінських островах.
Станом на червень 2022 року Данготе є найбагатшою людиною в Африці, його статок оцінюється у 20 мільярдів доларів США.

## Політична діяльність
Данготе зіграв помітну роль у фінансуванні переобрання президента Олусегуна Обасанджо у 2003 році, якому він надав понад 200 мільйонів найр (2 мільйони доларів США). Він зробив внесок у 50 мільйонів євро (500 тисяч доларів США) для Національної мечеті під егідою «Друзів Обасанджо та Атіку». Данготе також вніс 200 мільйонів найр у Президентську бібліотеку. Ці скандальні подарунки членам правлячої партії PDP викликали значне занепокоєння в країні, попри широко розголошені антикорупційні заходи під час другого терміну Обасанджо.
У 2011 році Данготе був призначений президентом Гудлаком Джонатаном членом своєї команди економічного управління. У 2017 році поширювалися чутки, що Данготе розглядає можливість балотуватися на пост президента Нігерії на виборах 2019 року. Данготе відмовився балотуватися і заявив, що не має наміру балотуватися на цю посаду. Замість цього Данготе продовжив роботу в спеціальному консультативному комітеті для кампанії переобрання Мухаммаду Бухарі.

## Інша діяльність

### Благодійність
Данготе працював разом із Фондом Білла та Мелінди Гейтс над питаннями охорони здоров'я. У серпні 2014 року він пожертвував ₦150 мільйонів ($750 000), щоб допомогти уряду Нігерії зупинити поширення Еболи. У травні 2016 року він пообіцяв 10 мільйонів доларів на підтримку нігерійців, які постраждали від повстанців Боко Харам. У березні 2020 року він пожертвував ₦200 мільйонів ($500 000) на боротьбу з поширенням COVID-19 у Нігерії.

### Футбол
У 2019 році Данготе та Фемі Отедола пообіцяли дати збірній Нігерії по 75 тисяч доларів за кожен гол, забитий на Кубку африканських націй (AFCON). Данготе також є пристрасним уболівальником англійської футбольної команди «Арсенал» і виявив зацікавленість у купівлі клубу. У 2020 році він пожертвував гроші міністерству спорту Нігерії на реконструкцію Абуджі, національного спортивного стадіону країни.

## Особисте життя
Данготе проживає у столиці Нігерії, Лагосі. Він володіє двома приватними літаками та, як повідомляється, працює по 12 годин щодня з 5 ранку до 5 вечора і майже щодня пробігає 10 миль на біговій доріжці.
Данготе одружився з Зайнаб Данготе в 1977 році, але пізніше вони розлучилися. Пізніше він був одружений на Марії Мухаммад Руфаї до їхнього розлучення, хоча дати весілля та розлучення невідомі. У нього є три доньки, на ім'я Халіма, Марія та Фатіма та прийомний син, на ім'я Абдулрахман. Халіма пішла за ним у світ бізнесу і зараз є виконавчим директором з комерційних операцій його компанії.